# Penkovski
Penkovski je priimek več oseb:
- Oleg Vladimirovič Penkovski, ruski obveščevalec
- Valentin Antonovič Penkovski, sovjetski general